# オリオン・マシーン
トロンボーン協奏曲『オリオン・マシーン』Op.55は、は、吉松隆が1992年から1993年にかけて作曲した作品。

## 概要
トロンボーン奏者箱山芳樹のために書かれた作品であり、1993年4月15日に箱山の独奏と外山雄三指揮日本フィルハーモニー交響楽団により初演された。当初は、トロンボーンを司祭になぞらえたミサを思い描いていたが、ある晩観測したオリオン座に、マシーンになぞらえたトロンボーンを融合させるという構想を思いつき、この曲が生まれる発端になった。

## 楽器編成
全体はオリオン座を模した配置になっており、ピアノ、ハープ、打楽器を三つ星に、オーケストラをオリオン座とマシーンになぞらえている。

## 解説
オリオン座の四ツ星と三ツ星をテーマにした5楽章で構成されており、全曲は切れ目なく演奏される。
- 第1楽章「ベテルギウス」
- 第2楽章「ベラトリクス」
- 第3楽章「悲歌と歪んだワルツ」
- 第4楽章「サイフ」
- 第5楽章「リゲル」

## 参照サイト
- 吉松隆　交響曲工房 - ウェイバックマシン（2002年6月1日アーカイブ分）